# Loren Bouchard
Loren Hal Bouchard (n. 1969) este un comedian, scenarist, și producător american, creator al Home Movies, Bob's Burgers și Lucy, the Daughter of the Devil.

## Legături externe
- Loren Bouchard la Internet Movie Database
- Loren Bouchard pe SoundCloud